# So Am I
So Am I è un singolo della cantante statunitense Ava Max, pubblicato il 7 marzo 2019 come secondo estratto dal primo album in studio Heaven & Hell.

## Descrizione e pubblicazione
Il brano è stato scritto dalla stessa interprete con Charlie Puth, Maria Jane Smith, Victor Thell, Gigi Grombacher, Rollo Spreckley e Henry Walter, in arte Cirkut, e prodotto da quest'ultimo.
Il 3 luglio 2019 è uscito un remix del singolo in collaborazione con il gruppo musicale sudcoreano NCT 127.

## Promozione
Ava Max ha pubblicato pezzi della canzone tramite Twitter per diverse settimane, invitando i fan a condividere foto di se stessi per «mostrare al mondo ciò che [li] rende diversi» usando l'hashtag #SoAmI.

## Accoglienza
Billboard ha definito la canzone un «inno pop» con un testo che parla di «navigare negli anni adolescenziali».

## Video musicale
Il video musicale, diretto da Isaac Rentz, è stato reso disponibile il 7 marzo 2019 in concomitanza con l'uscita del singolo.

## Tracce
Download digitale, streaming
1. So Am I – 3:04

Streaming
1. So Am I – 3:04
2. Sweet but Psycho – 3:07

## Formazione
- Ava Max – voce
- Cirkut – produzione, ingegneria del suono
- Victor Thell – produzione aggiuntiva
- Șerban Ghenea – missaggio
- John Hanes – assistenza al missaggio
- Chris Gehringer – mastering

## Successo commerciale
So Am I ha debuttato alla 50ª posizione della Official Singles Chart britannica con 9 237 unità, diventando il secondo ingresso in classifica di Ava Max. Ha in seguito raggiunto la 13ª nella settimana del 2 maggio 2019, grazie a 28 410 unità vendute.

## Classifiche

### Classifiche settimanali
| Classifica (2019) | Posizione massima |
| ----------------- | ----------------- |
| Australia         | 14                |
| Austria           | 26                |
| Belgio (Fiandre)  | 13                |
| Belgio (Vallonia) | 40                |
| Croazia           | 10                |
| Danimarca         | 16                |
| Estonia           | 18                |
| Francia           | 58                |
| Germania          | 21                |
| Grecia            | 41                |
| Irlanda           | 13                |
| Islanda           | 11                |
| Lettonia          | 36                |
| Lituania          | 23                |
| Lussemburgo       | 6                 |
| Malaysia          | 14                |
| Norvegia          | 2                 |
| Nuova Zelanda     | 23                |
| Paesi Bassi       | 23                |
| Polonia           | 1                 |
| Portogallo        | 74                |
| Regno Unito       | 13                |
| Repubblica Ceca   | 38                |
| Romania           | 69                |
| Russia            | 36                |
| Singapore         | 20                |
| Slovacchia        | 38                |
| Slovenia          | 5                 |
| Svezia            | 16                |
| Svizzera          | 18                |
| Ucraina           | 1                 |
| Ungheria          | 18                |

### Classifiche di fine anno
| Classifica (2019) | Posizione |
| ----------------- | --------- |
| Australia         | 95        |
| Belgio (Fiandre)  | 35        |
| Danimarca         | 67        |
| Francia           | 179       |
| Germania          | 96        |
| Islanda           | 49        |
| Norvegia          | 26        |
| Paesi Bassi       | 79        |
| Polonia           | 13        |
| Regno Unito       | 82        |
| Russia            | 197       |
| Slovenia          | 14        |
| Svezia            | 78        |
| Svizzera          | 54        |
| Ucraina           | 61        |
| Ungheria          | 42        |
| Classifica (2020) | Posizione |
| Slovenia          | 40        |
| Ucraina           | 30        |